# Pelegrín Meza Loyola
Pelegrin Aníbal Meza Loyola (Achao, 4 de mayo de 1901-Valdivia, 26 de noviembre de 1978) fue un abogado, agricultor y político chileno, militante del Partido Radical (PR). Se desempeñó como diputado de la República, ejerciendo la presidencia de la Cámara entre mayo y diciembre de 1941.

## Biografía
Hijo de Pelegrín Meza Loyola y de Celia Rosa Loyola Burgos. 
Estudió en el Liceo de Osorno y en el Internado Nacional Barros Arana. Luego ingresó a la Facultad de Derecho de la Universidad de Chile. Juró como abogado el 28 de agosto de 1925. Su tesis se tituló Las sociedades de hecho.
Se dedicó a ejercer su profesión en Osorno y Santiago, representó a importantes firmas. Como agricultor, se dedicó especialmente a la ganadería, explotó el fundo Putrihu en Riachuelo, Río Negro, provincia de Osorno. Además, poseyó derechos sobre tierras ubicadas en la Cordillera de los Andes denominadas Chanquicó, en la provincia de Osorno. Fue gerente de la firma Martínez Casas Ltda., vicepresidente de la Sociedad Agrícola Ganadera de Osorno (1929-1931), vicepresidente de la Junta de Exportación Agrícola y consejero de la Caja de Crédito Agrario.
Fue copropietario de C.B. 101 Radio Yungay y socio del Club de Osorno y del Club de la Unión.
Contrajo matrimonio en Osorno, el 28 de junio de 1929, con Elena Wevar Cañas, unión de la que nacieron 3 hijos: Rodrigo, Fernán y Gustavo Adolfo. Casado en segundas nupcias en Lanco, el 21 de julio de 1967, con Angela Inés Raquel Hofer Kackschies, enlace del cual nacieron dos hijos. Pelegrin Juan Santiago Meza Hofer y Juanita Maria Meza Hofer.

## Actividades políticas
Militó en el Radical. Fue elegido diputado por la 22.ª agrupación departamental, correspondiente a Valdivia, La Unión y Osorno (1933-1937). Integró la comisión de Agricultura y Colonización. Fue reelegido diputado por la misma agrupación (1937-1941), periodo en que formó parte de la misma comisión permanente.
Ingresó en 1940 al Partido Socialista, por el cual fue elegido diputado por Valdivia, La Unión y Río Bueno (1941-1945), formando parte de la comisión de Constitución, Legislación y Justicia. En este período, además, fue presidente de la Cámara de Diputados (1941).